# Ving Rhames
Ving Rhames (født 12. maj 1959 i New York, USA) er en Golden Globe-vindende amerikansk skuespiller, der er bedst kendt for sit arbejde med film som Pulp Fiction, Don King: Only in America, og Mission Impossible-filmene. Rhames optrådte for første gang på Broadway i stykket The Winter Boys i 1984. Han debuterede som filmskuespiller i 1988 med filmen Patty Hearst. Ving fortsatte sit ophav til berømmelse gennem sit arbejde med sæpeoperaer. 

## Filmografi
- Patty Hearst (1988)
- Casualties of War (1989)
- The Long Walk Home (1990)
- Jacob's Ladder (1990)
- Flight of the Intruder (1991)
- Homicide (1991)
- The People Under the Stairs (1991)
- Stop! Or My Mom Will Shoot (1992)
- Blood in Blood Out (1993)
- Dave (1993)
- Pulp Fiction (1994)
- Kiss of Death (1995)
- Mission: Impossible (1996)
- Striptease (1996)
- Dangerous Ground (1997)
- Rosewood (1997)
- Con Air (1997)
- Out of Sight (1998)
- Entrapment (1999)
- Bringing Out the Dead (1999)
- Mission: Impossible II (2000)
- American Tragedy (2000) (TV)
- Holiday Heart (2000) (TV)
- Baby Boy (2001)
- Final Fantasy: The Spirits Within (2001) (stemme)
- Sins of the Father (2002) (TV)
- Undisputed (2002)
- Lilo & Stitch (2002) (stemme)
- RFK (2002) (TV)
- Dark Blue (2002)
- Stitch! The Movie (2003) (voice)
- Dawn of the Dead (2004)
- Animal (2005)
- Shooting Gallery (2005)
- Mission: Impossible III (2006)
- Idlewild (2006)
- Football Wives (2007) (TV)
- A Broken Life (2007)
- I Now Pronounce You Chuck and Larry (2007)
- Day of the Dead (2008)
- Saving God (2008)
- Phantom Punch (2008)
- The Tournament (2008)
- Evil Angel (2008)
- The Surrogates (2009)
- Mission: Impossible – The Final Reckoning (2025)